# توماش شیمشاینر
توماش شیمشاینر (لهستانی: Tomasz Schimscheiner؛ زادهٔ ۲۶ فوریهٔ ۱۹۷۳) بازیگر اهل لهستان است.
از فیلم‌ها یا برنامه‌های تلویزیونی که وی در آن نقش داشته‌است، می‌توان به خبرچینان – پدران و دختران، کمیسر آلکس، سرهنگ کفیاتکوفسکی، خانه کشیش، دختران جنگ، لجن‌زار، بازگشته، دهن‌به‌دهن و در خیابان سپولنی اشاره کرد.